# Ivana Bakarić
Ivana Bakarić (Zagreb, 20. srpnja 1970.) je hrvatska kazališna, televizijska i filmska glumica.

## Filmografija

### Televizijske uloge
- "Bitange i princeze" kao profesorica (2008.)

### Filmske uloge
- "Kauboji" kao medicinska sestra #2 (2013.)
- "Čudnovate zgode šegrta Hlapića" kao Markova majka (glas) (1997.)
- "Večer u đačkom domu" (1993.)
- "Hod u tami" (1992.)
- "Zona sudbine" (1992.)

### Sinkronizacija
- "Monstermania" kao Maggie Coyle (2021.)
- "Space Jam: Nova legenda" kao administratorica Warnera Brosa, Wonder Woman/Diana, Nneka Ogwumike i Siri (2021.)
- "Princeza Ema" kao kraljica Karla (2019.)
- "Superknjiga" kao Rahaba, Herodijada, Jobova žena, Služavke, Ujna Bela, Elamljanka i Elizabeta (2017. – 2020.)
- "Snježno kraljevstvo: Olafova pustolovina" (2017.)
- "Lego Ninjago Film" kao Lloydova majka (2017.)
- "Pjevajte s nama" kao Nana Noodleman (2016.)
- "Zootropola" kao Biba Hoplić (2016.)
- "Sofija Prva" kao Gospođica Koprivka/Čarobnica Saša, Fauna, Mulan, Mamanu, Princeza Ivy, Elodie, Rubyna mama (2015.)
- "Doktorica Pliško" kao Profesorica Sović (2015.)
- "Svemoguća Kim" kao Mama Svemoćna (2015.)
- "Violetta" kao Angélica Carrará (2015.)
- "Izvrnuto obrnuto" kao profesorica, mamin bijes, umna radnica, ženski oblak (2015.)
- "Avanture gospodina Peabodyja i Shermana" kao Mona Lisa (2014.)
- "Rio 2" kao gospođa GPS (2014.)
- "Povratak u Oz" (2014.)
- "Robi: Uzbuna na zelenom vrhu" kao Gordana (2013.)
- "Zvončica i tajna krila" (2012.)
- "Vrlo zapetljana priča" kao majka Gothel (2010.)
- "Ljepotica i zvijer" kao Peruška (2010.)
- "Barbie u priči o sirenama kao Eris (2010.)
- "Horton" kao gđa. Quilligan (2008.)
- "101 dalmatinac" (2008.)
- "Zvončica" (2008.)
- "Knjiga o džungli 2" kao Šantina majka (2008.)
- "Careva nova škola" kao Yzma, Chica (2008.)
- "Barbie u Božićnoj priči" kao gospođa Beadnell (2008.)
- "Barbie Mariposa: Nova pustolovina u Fairytopiji" kao Kraljica Marabela (2008.)
- "Princeza sunca" (2007.)
- "Zemlja daleke prošlosti 13: Lukavi prijatelji" kao triceratops Rea (2007.)
- "Dama i Skitnica" kao Zlata (2006.)
- "Zov divljine" kao Bridget (2006.)
- "Mala sirena" kao Atina (2006.)
- "Careva nova ćud 2" kao Yzma (2006.)
- "Careva nova ćud" kao Yzma (2001.)
- "O mačkama i psima"
- "Ed, Edd i Eddy"
- "Svi psi idu u raj"
- "Transformeri"
- "Yu-Gi-Oh!" kao Mokuba Kaiba
- "Iron Man" kao Julia Carpenter / Spider woman
- "Super cure" kao Princeza
- "Zvončići" kao Tommy
- "Rockeri iz kokošinjca" kao Edmund
- "Vitezovi Mon Colle" kao Batch
- "Avanture Sharkboya i Lavagirl" kao Maxova mama

## Vanjske poveznice
- Ivana Bakarić u internetskoj bazi filmova IMDb-u (engl.)
- Stranica na Kazalište Trešnja.hr